# Napoleon (Ohio)
 For alternative betydninger, se Napoleon (flertydig). (Se også artikler, som begynder med Napoleon)
Napoleon er en amerikansk by og administrativt centrum i det amerikanske county Henry County, i staten Ohio. I 2000 havde byen et indbyggertal på 9.318.

## Ekstern henvisning
- Napoleons hjemmeside (engelsk)

41°23′31″N 84°07′36″V / 41.3919°N 84.1267°V